# Эдесское графство
Эдесское графство (лат. Comitatus Edessanus; старофр. Conté de Édese; сир. ܐܘܪܗܝ ܐܲܬ݂ܪܵܐ; арм. Եդեսիայի կոմսություն) — первое христианское государство, основанное крестоносцами во время Первого крестового похода, столицей которого стал город Эдесса. Просуществовало с 1098 по 1146 год.
В позднеримский период Эдесса стала центром интеллектуальной жизни внутри Сирийской православной церкви. Она также стала центром перевода трудов по древнегреческой философии на сирийский язык, что послужило отправной точкой для последующих переводов этих трудов на арабский язык. Когда пришли крестоносцы, это всё ещё было достаточно важное место, чтобы соблазнить стороннюю экспедицию после осады Антиохии.
Балдуин Булонский, первый граф Эдессы, стал королём Иерусалимского королевства, а последующие графы были его двоюродными братьями. В отличие от других государств крестоносцев, графство не имело выхода к морю. Оно было удалено от других государств и находилось не в лучших отношениях со своим ближайшим соседом, Антиохийским княжеством. Половина страны, включая её столицу, находилась далеко на востоке от Евфрата, что делало её особенно уязвимой. Западная часть Евфрата контролировалась из крепости Турбессель. Восточной границей графства была река Тигр, но государство, возможно, не простиралось так далеко.
Падение Эдессы в 1144 году стало первой крупной неудачей для государств крестоносцев и спровоцировало Второй крестовый поход. Однако все последующие крестовые походы были омрачены стратегической неопределенностью и разногласиями. Второй крестовый поход даже не пытался вернуть Эдессу, считая, что стратегически лучше взять Дамаск. Но кампания провалилась, и Эдесса была потеряна для христиан. Сегодня город называется Шанлыурфа и является частью современной Турции; от его прежнего значения для христианства осталось очень немного. Восточно-православная община в значительной степени исчезла после геноцида армян во время Первой мировой войны.

## Основание
После взятия Никеи Балдуин Булонский отделился от армии крестоносцев, которая направлялась на юг к Антиохии и Иерусалиму, и проследовал в Киликию, откуда отправился на восток к Эдессе. До появления в междуречье Ефрата крестоносцев Балдуина там существовало армянское княжество, основой экономики которого была транзитная торговля. Гийом Тирский пишет, что в городе жили представители купеческого сословия двух народов «халдеев» и армян.
В целом 90-е годы XI века были наиболее трудными для Эдесского княжества, которое стало объектом борьбы владетелей Антиохии, Алеппо, Хисн Кайфы и Самосаты. Неустойчивость внешнеполитического положения и отсутствие сильной армии вынуждало ишханов искать могущественного покровителя на стороне. Армянское население изначально рассматривало участников крестового похода если не в качестве освободителей, то в роли союзников, способных противостоять сельджукам. Именно поэтому с появлением в Приевфратье Балдуина Фландрского с 200 рыцарями, князь Торос Эдесский, под давлением двенадцати армянских ишханов Эдессы, приглашает и усыновляет его, тем самым согласившись на раздел с Балдуином власти и доходов. Средневековый хронист отметил, что рыцарь выдвинулся к Евфрату, «получив приглашение из Армении, где он овладел Телбаширом и Равенданом и подчинил своей власти всю ту страну
Спустя некоторое время в марте 1098 года, совет двенадцати ишханов при поддержке Балдуина Иерусалимского (приемного сына Тороса Эдесского) устраивают переворот. Торос, закрепившись в городской цитадели, обещал сдачу при условии гарантий свободного ухода в Мелитену, чей государь Гавриил был его родственником. Балдуин I Иерусалимский, поклявшийся на святых реликвиях, обещал сохранить жизнь князю. Торос, поверив обещаниям, открыл ворота замка, после чего был казнен. Таким образом, после переворота произошла „трансформация армянского государства во франко-армянское“, возглавляемое Балдуином. Так появилось первое государство крестоносцев — Эдесское графство
В 1100 году после смерти брата, Годфрида Бульонского, Балдуин унаследовал трон Иерусалимского королевства, а его прежние земли перешли к его двоюродному брату — Балдуину де Бурку. К нему присоединился Жослен де Куртене, во власть которого была отдана крепость Турбессель на Евфрате.
Христианские правители Эдессы находились в тесном контакте со своим ближайшим соседом — Киликийским царством, и для поддержания этого союза часто женились на армянских принцессах. Так, Балдуин Булонский, жена которого, Гутуера, умерла в 1097 году в Мараше, взял в жены Арду, внучку Константина I, царя Киликии из династии Рубенидов. Балдуин де Бурк женился на Морфии, дочери правителя Мелитены, а Жослен де Куртене — на дочери Константина Беатрис.

## Первые годы

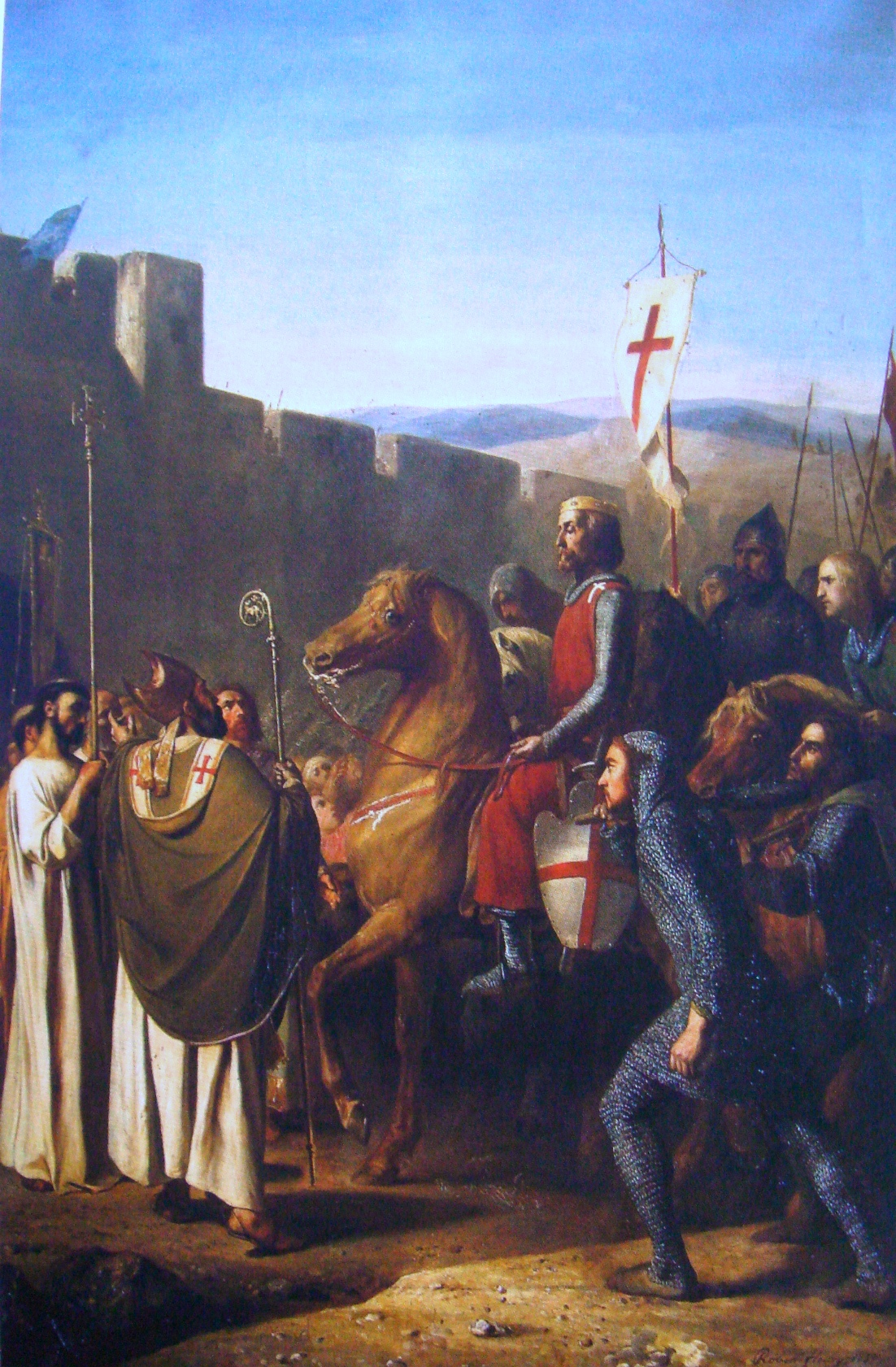
Вход Балдуина в Эдессу. Армянское духовенство встречает его у городских ворот

Вступив на престол Эдессы под именем Балдуина II, Балдуин де Бурк оказался вовлечен в конфликты в Северной Сирии и Малой Азии. В 1103 году он помогал собрать выкуп за Боэмунда I, князя Антиохии, которого удерживали в плену Данишменды, а после того, как в 1104 году Эдесса была атакована войсками Мосула, Балдуин и Жослен попали в плен к сельджукам во время битвы при Харране. Между 1104—1108 годом графство Эдесское было присоединено к Антиохийскому княжеству. В то же время из состава графства были выведены Мараш и Дулук. До освобождения пленников в 1108 году регентом графства был брат Боэмунда Танкред Тарентский. Освободившись, Балдуину пришлось силой возвращать себе законные владения — в итоге Танкред был вытеснен из Эдессы, хотя ради этого Балдуин был вынужден временно объединиться с некоторыми местными мусульманскими правителями.
В 1110 году все территории к востоку от Евфрата были завоеваны Мавдудом, атабеком Мосула. И хотя сама Эдесса и другие хорошо укрепленные города выстояли под натиском мусульман, земля графства была «разорена и обезлюдела»
В 1116 — 1117 годах за счет захвата владений армянских князей территория графства значительно увеличивается. У Васила Тга был отнят Рабан, Кесун, Ромкла, Бехесни и возможно Хисн Мансур. Из Пира был изгнан князь Абелгариб Пахлавуни, владения которого были аннексированы. Изгнанию подвергся и некогда сподвижник и проводник крестоносцев в Малой Азии, князь Гуриса Баграт Камсаракан
После смерти Балдуина I в 1118 году Балдуин II был провозглашен королём Иерусалима, несмотря на то, что ближайшим родственником, которому полагалось унаследовать власть в королевстве, был брат Балдуина I Эсташ III Булонский. В 1119 году титул графа Эдессы был отдан Жослену де Куртене. В 1122 году Жослен вновь попал в плен к мусульманам. Чтобы обеспечить безопасность Эдессы, Балдуин выдвинулся на север, но, пока объезжал границы графства, тоже был пленен. Оба они, однако, вскоре были освобождены — Жослен в 1123 году, а Балдуин годом позже.

## Отношения с византийским императором Иоанном II Комнином
В 1137 году к стенам Антиохии подошли войска византийского императора Иоанна II Комнина. Он решил получить от Раймунда подтверждение Девольского договора 1108 года, по которому город был императорским леном, а князь обещал военную помощь и подчинение местной церкви Константинополю.
Ромеям быстро удалось сломить сопротивление, и город открыл им ворота. Базилевсу дали клятву верности, в Антиохии появился православный патриарх, а на городской цитадели повесили имперский штандарт. В обмен Иоанн обещал возвратить Раймунду захваченные мусульманами окрестные города.

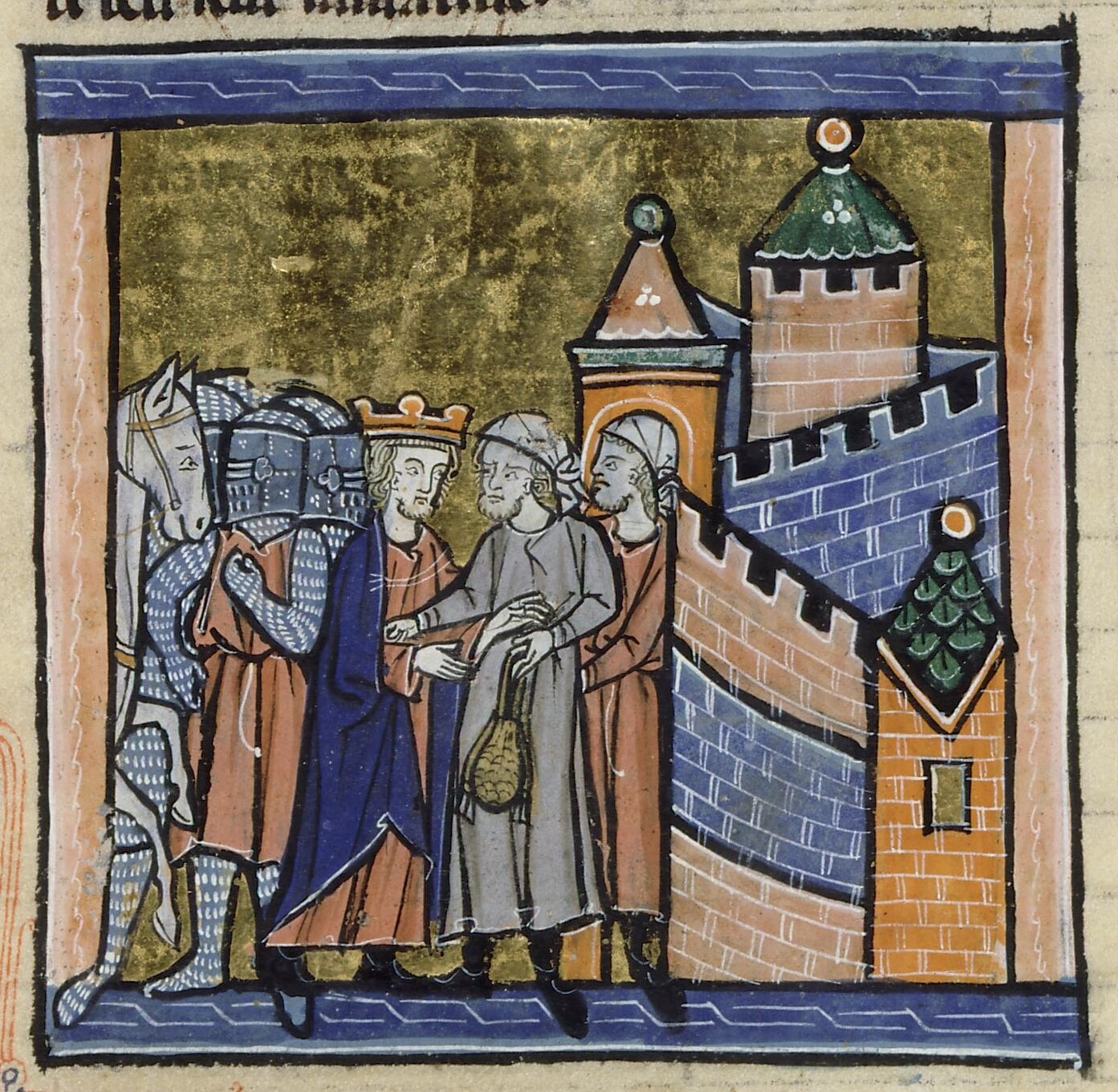
Переговоры о сдаче Сезеры

В конце марта 1138 года Иоанн вышел в поход против главного противника крестоносцев — эмира Мосула Имада ад-Дина Занги. К императору присоединились Раймунд и граф Эдессы Жослен II, а также отряд тамплиеров. 8 апреля был захвачен город Пиза, 20 апреля началась осада города Сезера, в котором сопротивление оказывала лишь цитадель. Занги начал распускать слухи о подходе армий исламских правителей Ирана, Ирака и Анатолии, при этом избегая открытых столкновений. Поэтому ромеи быстро заключили с ним мир, по которому получали денежную компенсацию, а захваченные города доставались христианским правителям.
После заключения мира, Иоанн в июне 1138 года совершил триумфальный въезд в Антиохию, после чего организовал собрание баронов. На нём он объявил о том, что военные действия не окончены, и для их успешного ведения нужно передать город под власть Византии. Жослен распространил среди латинян слухи о том, что Иоанн повелел изгнать их из Антиохии, сохранив в нём лишь греческое население. Гнев народной толпы застала базилевса врасплох, и он удовлетворился клятвой верности от Эдесского графства и Антиохийского княжества.

## Падение графства

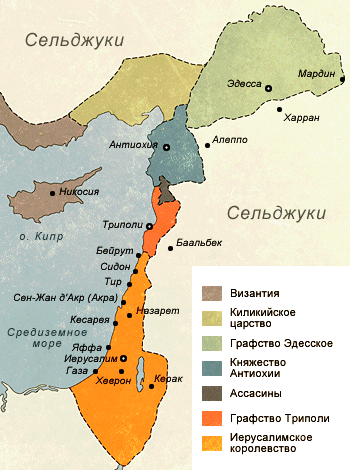
Государства крестоносцев на Ближнем Востоке в 1140 году

В 1131 году Жослен де Куртене пал на поле боя. Ему наследовал сын, Жослен II. К тому времени над графством нависла угроза со стороны Занги, объединившего под своей властью Алеппо и Мосул. Жослен II не уделял должного внимания обеспечению безопасности границ графства, так как был слишком занят распрями с Триполи, и потому не получил от соседей помощи, когда возникла такая необходимость. В 1144 году Занги окружил Эдессу. Осада Эдессы продлилась всего месяц, и 24 декабря того же года город пал. Жослен продолжал формально оставаться графом Эдессы и даже управлял остатками своего графства из города Турбессель. После гибели Занги от руки раба в 1146 году он предпринял попытку вернуть утраченные владения, но в ноябре 1146 года потерпел поражение от Нур ад-Дина Махмуда и едва избежал плена. В 1150 году он все же попал в плен к мусульманам и удерживался в Алеппо до самой своей смерти в 1159 году. Его жена продала Турбессель и прилегающие земли императору Византии Мануилу Комнину, но спустя год они были завоеваны Нур ад-Дином.

## География и население
По размерам графство превосходило остальные завоевания крестоносцев на Востоке, но в то же время была наименее всех заселено и не имело выхода к морю. Количество жителей самого города не превышало 10 000 человек, однако на остальных землях практически не существовало иных поселений, кроме крепостей. В свои лучшие времена территория графства простиралась от границ Антиохии и Киликии на западе до Евфрата на востоке. На юге графство граничило с могущественными мусульманскими государствами Алеппо и Мосула. 
Подавляющее большинство населения в основном состояло из христиан ассирийцев, на втором месте шли армяне, после них шли православные греки, арабы-мусульмане составляли абсолютное меньшинство населения. Хотя число латинян всегда оставалось небольшим, в Эдессе был римско-католический архиепископ. Падение города стало катализатором Второго крестового похода в 1146 году.

## Вассальные территории

### Сеньория Турбессель (Тель Башир)
Сеньория Турбессель (Тель Башир) — один из первых фьефов, возникших в составе графства Эдесса: г. Тель Башир был взят первым графом Эдесским незадолго до взятия самой Эдессы в конце 1098 года и передан в вассальное владение одному из местных феодалов по имени Фер. Жослен де Куртене, до того как стать графом Эдессы, был сеньором Турбесселя, контролирующим области к западу от Евфрата. После потери Эдессы Жослен II вернулся в крепость, которая ранее принадлежала отцу, а после его смерти Турбессель был продан Византии и затем завоеван мусульманами. Продав Турбессель, жена Жослена II отправилась в Иерусалимское королевство и поселилась в окрестностях Акры.

### Другиефеоды
| Наименование феода | Год возникновения | Известные феодалы и годы их владения                                                                                                |
| ------------------ | ----------------- | --- |
| Айнтаб             | 1103              | - Жослен I де Куртене (1103—1113) - Махи (1124—1125)                                                                                |
| Бехесни            | ?                 | - Райнальд (1146—1149) |
| Гурис              | 1103              | - Жослен I де Куртене (1103—1113) - Эрнальд (1126) - Барриган (1134)                                                                |
| Дулук              | 1102              | - Гильом Сандзавел (1102) - Жослен I де Куртене (1103—1113) - Михаил Армянин (1122—1124) - Махи (1124—1125) - Матье (1134)          |
| Кесун              | ?                 | - Готфри Монах (1122—1124) - Махи (1124—1125) - Бодуэн (1136—1146) - Райнальд (1146—1149)                                           |
| Мараш              | 1104              | - Жослен I де Куртене (1104) - Ричард Салернский (1110—1114) - Готфри Монах (1122—1124) - Бодуэн (1136—1146) - Райнальд (1146—1149) |
| Пир                | ?                 | - Галеран (1116—1126) |
| Рабан[уточнить]    | ?                 | - Готфри Монах (1122—1124) - Махи (1124—1125) - Симон (1144)                                                                        |
| Равендан           | 1098              | - Баграт Камсаракан (1098), позже ишхан Гуриса (до 1103) - Жослен I де Куртене (1103—1113) - Робер (1134)                           |
| Серудж             | 1100              | - Фульшер (1100—1101) |

## Графы Эдессы
| Годы правления | Имя                                                             |
| -------------- | --------------------------------------------------------------- |
| 1098—1100      | Балдуин I                                                       |
| 1100—1118      | Балдуин II                                                      |
| 1104—1108      | Танкред Тарентский (регентство совместно с Ричардом Салернским) |
| 1118—1131      | Жослен I                                                        |
| 1131—1150      | Жослен II                                                       |
| 1159—1200      | Жослен III (носил формальный титул графа Эдессы с 1159 года).   |

### Первичные источники
- Матвей Эдесский. Утверждение крестоносцев в Эдессе
- Михаил Сириец. Хроника
- Альберт Аахенский. Утверждение крестоносцев в Эдессе

### Вторичные источники
- Анна Комнина. Алексиада. В 15 книгах. — СПб.: Алетейя, 1996. — 704 с. — ISBN 5-89329-006.
- Васильев А. А. Внешняя политика при Иоанне II // История Византийской империи. Т. 2. — М.: Алетейя, 2000. — ISBN 978-5-403-01726-8.
- Иоанн Киннам. Краткое обозрение царствования Иоанна и Мануила Комнинов. — СПб.: Типография Григория Трусова, 1859.
- Джон Норвич. История Византии. — М.: АСТ, 2010. — 542 с. — ISBN 9-78-517-050648.
- Сказкин С. Д. Том 2 // История Византии. В 3 т. — М.: Наука, 1967. — ISBN 978-5-403-01726-8.
- Степаненко В. П. Ишханы Эдессы и внешеполитическая ориентация города в 70-х годах XI – начале XII в // Византийский временик. — 1984. — № 45. — С. 87—94. Архивировано 20 февраля 2012 года.
- Степаненко В. П. Мараш и графство Эдесское в Девольском договоре 1108 г // Византийский временик. — 1987. — № 48. — С. 53—63. Архивировано 20 февраля 2012 года.
- Степаненко В. П. Византия и гибель графства Эдесского (1150 г.) // Византийский временик. — 1989. — № 50. — С. 85—92. Архивировано 20 февраля 2012 года.
- Успенский Ф. И. Отдел VIII. Ласкари и Палеологи // История Византийской империи. В 5 т. — М.: АСТ, Астрель, 2005. — Т. 5. — 558 с. — ISBN 5-271-03856-4.
- Riley-Smith J. The Oxford History of the Crusades (англ.). — Oxford University Press, 2002. — 457 p. — ISBN 978-0-87-661406-8.